# Église Saint-Jean-Baptiste de Noisy-le-Sec
Pour les articles homonymes, voir Église Saint-Jean-Baptiste.
L'église Saint-Jean-Baptiste est une église catholique située rue Dombasle à Noisy-le-Sec.
Sur ce site, avait été construite en 1912 une chapelle, qui se révéla vite exiguë.
La nouvelle église est construite en 1929 par l'Œuvre des Chantiers du Cardinal.
La première pierre fut posée le 23 juin 1929 par Monseigneur Eugène Crépin, évêque auxiliaire de Paris, puis inaugurée, encore inachevée, le 11 janvier 1931 par le Cardinal Jean Verdier. 
Le plan de Bernard Haubold, architecte en chef des monuments historiques, n'a jamais été mené à terme.
Le clocher est démoli par les bombardements de la Seconde Guerre mondiale. Une première restauration menée dans les années cinquante a modifié sa façade. Elle est ensuite rénovée et transformée en 1978.